# Adolfo López Mateos, Soyaló
Adolfo López Mateos är en ort i Mexiko.   Den ligger i kommunen Soyaló och delstaten Chiapas, i den sydöstra delen av landet, 700 km öster om huvudstaden Mexico City. Adolfo López Mateos ligger 1 185 meter över havet och antalet invånare är 500.
Terrängen runt Adolfo López Mateos är lite bergig. Runt Adolfo López Mateos är det ganska tätbefolkat, med 116 invånare per kvadratkilometer. Närmaste större samhälle är Bochil, 12,4 km norr om Adolfo López Mateos. I omgivningarna runt Adolfo López Mateos växer huvudsakligen savannskog.